# Walterboro
La ville de Walterboro est le siège du comté de Colleton, situé en Caroline du Sud, aux États-Unis.

## Démographie
| 1870 | 1880 | 1890  | 1900  | 1910  | 1920  |
| ---- | ---- | ----- | ----- | ----- | ----- |
| 636  | 691  | 1 171 | 1 491 | 1 677 | 1 853 |

| 1930  | 1940  | 1950  | 1960  | 1970  | 1980  |
| ----- | ----- | ----- | ----- | ----- | ----- |
| 2 592 | 3 373 | 4 616 | 5 417 | 6 257 | 6 209 |

| 1990  | 2000  | 2010  | - | - | - |
| ----- | ----- | ----- | - | - | - |
| 5 492 | 5 153 | 5 398 | - | - | - |

## Personnalités
- William Brantley Harvey Jr. (1930-2018), avocat et homme politique, est mort à Walterboro.

## Source
- (en) Cet article est partiellement ou en totalité issu de l’article de Wikipédia en anglais intitulé « Walterboro, South Carolina » (voir la liste des auteurs).